# Túnel de la Loma Larga
El Túnel de la Loma Larga es un conjunto de 2 túneles paralelos; de 531.95 metros de longitud, construidos a través del Cerro de la Loma Larga, conectando los municipios de Monterrey y San Pedro Garza García en el estado de Nuevo León, México.
Cada uno de los túneles tiene 3 carriles de circulación y un acotamiento. El túnel que fluye hacia el sur se dirige al municipio de San Pedro Garza García, mientras que el que fluye hacia el norte se dirige a Monterrey y tiene pendiente de 3.925%.
El túnel fue inaugurado el 20 de agosto de 1998, con la presencia del entonces Presidente Ernesto Zedillo.
El 18 de septiembre de 2017, el alcalde de San Pedro Garza García; Mauricio Fernández Garza, inauguró un mural en la entrada sur del túnel, obra de Gerónimo López Ramírez, conocido como Dr. Lakra. El diseño causó controversia y recibió tanto muestras de rechazo como de aprobación.
En mayo de 2023, siendo alcalde de Monterrey Luis Donaldo Colosio Riojas, la administración municipal anunció la realización de un mural titulado “Guardianes” en la fachada norte del túnel, obra del artista gráfico y muralista contemporáneo Rubén Carrasco, con la intención de que la obra sea “un llamado a todas las personas para convertirnos en vigilantes de la naturaleza, de nuestras comunidades y de nuestro futuro”. El mural fue inaugurado el 7 de junio de 2023.

## Galería

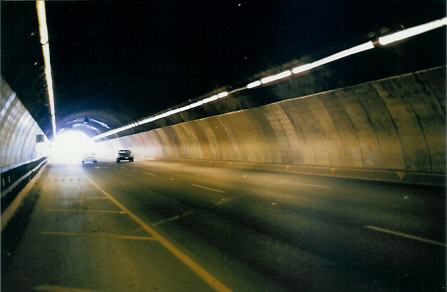
Interior del túnel
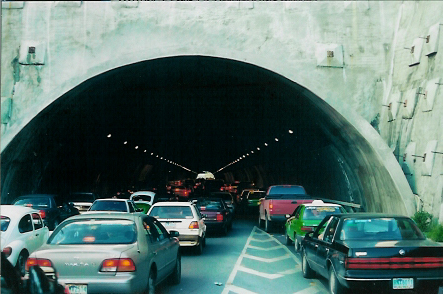
Túnel dirección norte
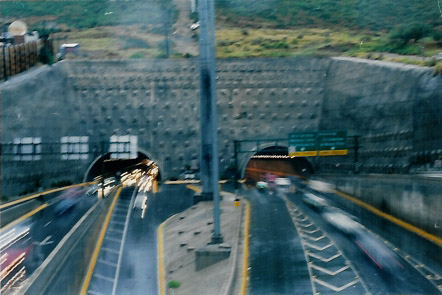
Entrada sur